# 桜田佐
桜田 佐（さくらだ たすく、1901年4月29日 - 1960年12月20日）は、フランス文学者、翻訳家、児童文学作家。
東京生まれ。旧制暁星中学・旧制一高を経て、東京帝国大学仏文科卒。立教大学教授、法政大学教授。
アルフォンス・ドーデの作品などを翻訳、晩年は児童文学を自ら書いた。

## 著書
- 『こどもの朝』（緑地社） 1957
- 『こどもの旅』（緑地社） 1958
- 『こどもの道』（朝倉摂絵、緑地社） 1959

## 翻訳
- 『風車小屋だより』（アルフォンス・ドーデー、岩波文庫） 1932
のち改版 1958
のち再改版 2021
- 『女生徒 他八篇』（フラピエ、岩波文庫） 1938
- 『マルゴ・ミミ・パンソン』（アルフレッド・ド・ミュッセ、岩波文庫） 1939
- 『月曜物語』（ドーデ、岩波文庫） 1949
のち改版 1959
- 『スガンさんの山羊 風車小屋の物語』（ドーデ、羽田書店） 1949
- 『アルルの女』（十字屋書店、ドーデー選集2） 1949
のち岩波文庫 1950
のち改版 1958
- 『川船物語』（ドーデ、角川文庫） 1953
- 『持参金』（モーパッサン、春陽堂書店、モーパッサン全集9）　1956
- 『家なき子』（エクトル・マロ、新潮文庫） 1957
- 『最後の授業』（ドーデー、偕成社、偕成社文庫）
のち改版　1993

## 参考
- 『文藝年鑑』（新潮社） 1955